# Kaos (yacht)
M/Y Kaos är en megayacht tillverkad av Oceanco i Nederländerna. Den beställdes av den qatariska staten och skulle användas av Khalifa bin Hamad Al Thani, Qatars emir mellan 1972 och 1995, men i oktober 2016 avled Al Thani. Megayachtens namn fick namnet Jubilee. Den levererades till Qatar året därpå och redan i november 2018 såldes Jubilee för 275 miljoner euro. Det framkom senare att ägaren är amerikanska affärskvinnan och filantropen Nancy Walton Laurie. En större renovering av megayachten genomfördes hos Lürssen i Tyskland mellan 2019 och 2020, den fick också ett nytt namn i Kaos.
Megayachten designades exteriört av Lobanov Design och interiört av Sam Sorgiovanni. Kaos är 110,1 meter lång och har en kapacitet på 31 passagerare fördelat på 15 hytter. Den har också en besättning på 46 besättningsmän samt minst en helikopter.

## Galleri

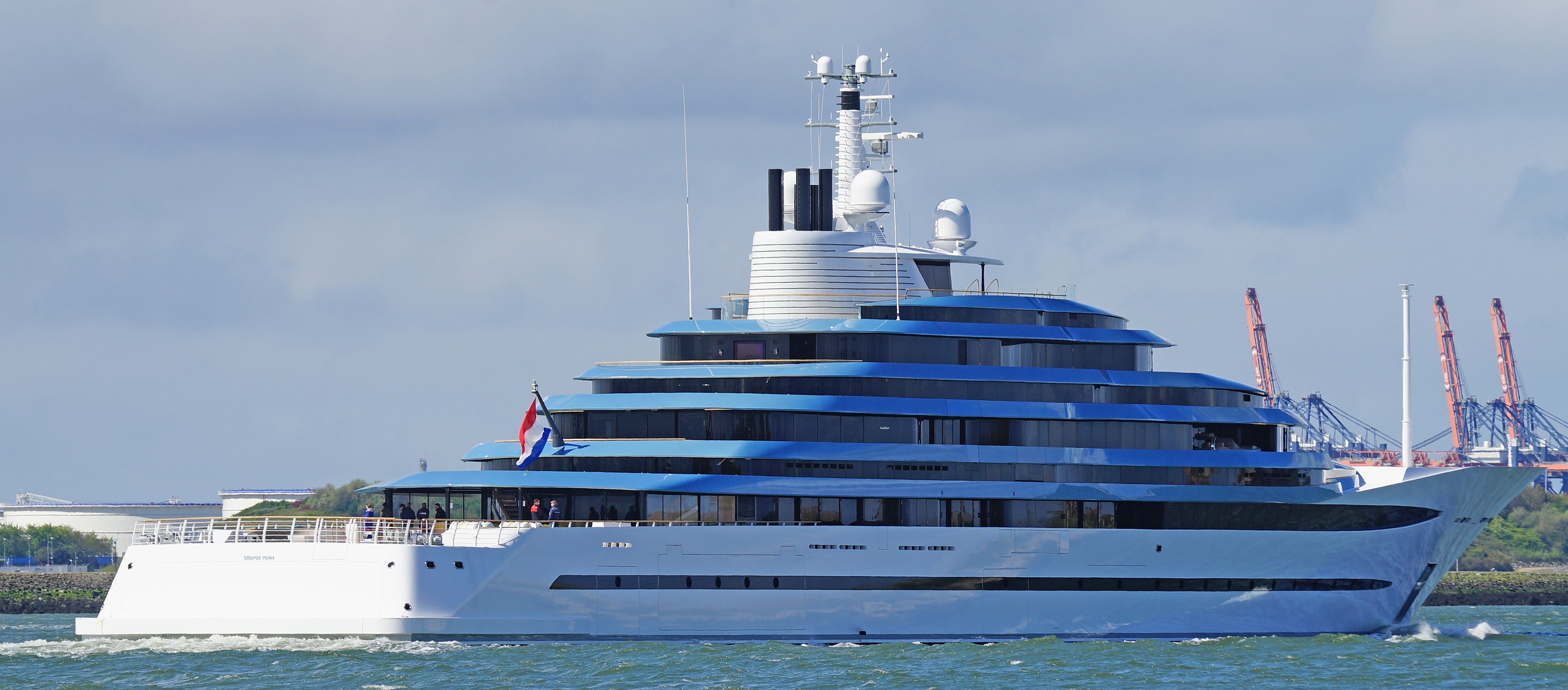
Kaos i Alblasserdam i Nederländerna, 2017.